# Hirai Shinji
Hirai Shinji (平井 伸治) (sinh ngày 17 tháng 9 năm 1961) là chính khách người Nhật Bản. Hiện tại, ông đang giữ chức vụ thống đốc tỉnh Tottori kể từ ngày 13 tháng 4 năm 2007.